# Telenor Arena
La Telenor Arena, talvolta accreditata come Fornebu Arena, è un'arena polifunzionale coperta di Fornebu, località del comune norvegese di Bærum a pochi chilometri da Oslo.
Fu costruita tra il 2007 e il 2009 per sostituire il Nadderud Stadion come stadio della squadra maschile di calcio dello Stabæk Fotball, in vista della Eliteserien 2009. Tuttavia nel 2011 il club è tornato al Nadderud a causa di una controversia con il gestore dell'arena.
L'arena ha ospitato l'Eurovision Song Contest 2010, oltre che diversi concerti di cantanti di fama internazionale.
La compagnia norvegese Telenor ne detiene i diritti di denominazione.

## Storia

### Progetto
La necessità di creare una nuova arena per ospitare lo Stabæk Fotball si palesò tra gli ultimi anni '90 e i primi anni 2000 con l'ascesa della squadra verso la divisione calcistica più alta a livello nazionale. Lo stadio casalingo della squadra era infatti il Nadderud Stadion, situato nella città di Bekkestua (Bærum), che, nonostante un'importante ristrutturazione conclusasi nel 1996, risultava inadeguato ad ospitare una squadra di calcio professionista.
Dopo aver proposto un adeguamento dello stadio, nel 1999 si propose di costruirne uno nuovo a Fornebu, località del comune di Bærum che stava affrontando un progetto di rigenerazione urbana in seguito alla chiusura dell'aeroporto di Oslo-Fornebu nel 1998. Una prima proposta, denominata Blue Dream Arena, includeva un'arena coperta, con tetto retrattile, da 25 000 posti mobili, in modo tale da poter ospitare sia competizione atletiche che calcistiche.
Nel maggio 2001 il consiglio comunale di Oslo approvò la vendita delle proprietà di Fornebu alla Fornebu Boligspar, che avrebbe poi ceduto un lotto per la costruzione dell'arena alla Stabæk Holding; tuttavia nel novembre 2002 la corte d'appello del Borgarting consentì alla compagnia aerea Norrønafly di mantenere attivo un hangar, posto nel sito designato alla costruzione dell'impianto, fino al 2014.
Nel 2003 la Stabæk Holding rischia la bancarotta, pertanto la Fornebu Boligspar ritiene più consona la costruzione di condomini nei terreni acquistati dalla municipalità di Oslo ed è così che iniziarono i negoziati tra le due società, mediati dal sindaco di Bærum, Odd Reinsfelt. Si susseguirono diversi compromessi, poi stracciati da entrambe le società.
Successivamente il club calcistico riesce ad ottenere un terreno dalla società IT Fornebu, diventata poi titolare delle strutture commerciali, tuttavia la costruzione fu ritardata al 2006.

### Costruzione

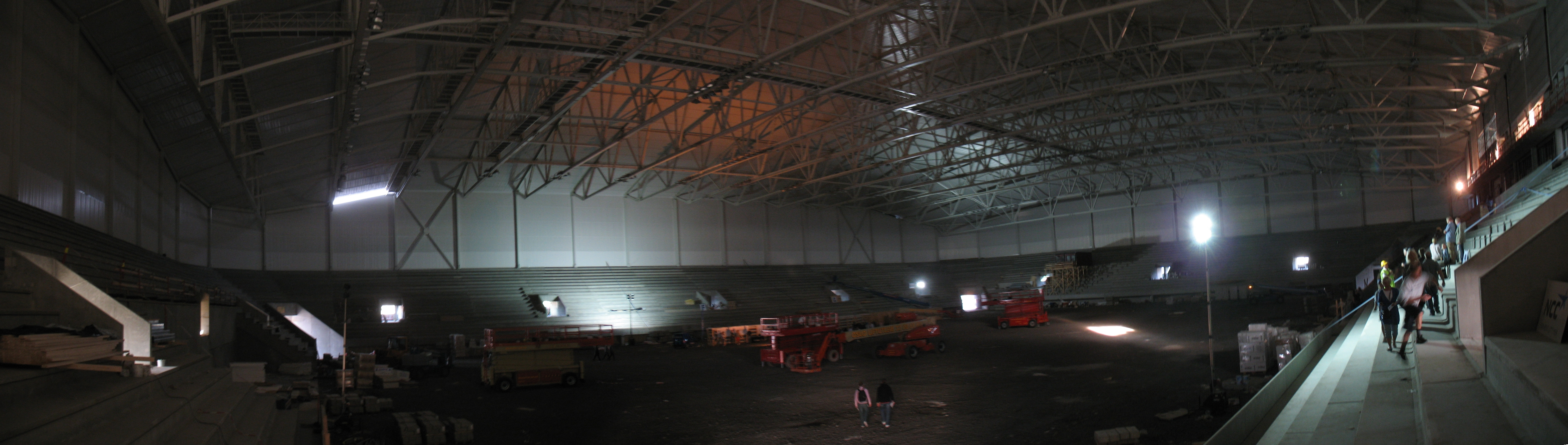
L'interno dell'arena durante la costruzione

L'inizio dei lavori era previsto per il 2006, ma i piani di costruzione della linea Fornebu, un people mover che avrebbe collegato Fornebu e Lysaker, ritardarono ulteriormente l'inizio dei lavori, che ricevette il via libera dalla municipalità di Bærum nel mese di novembre.

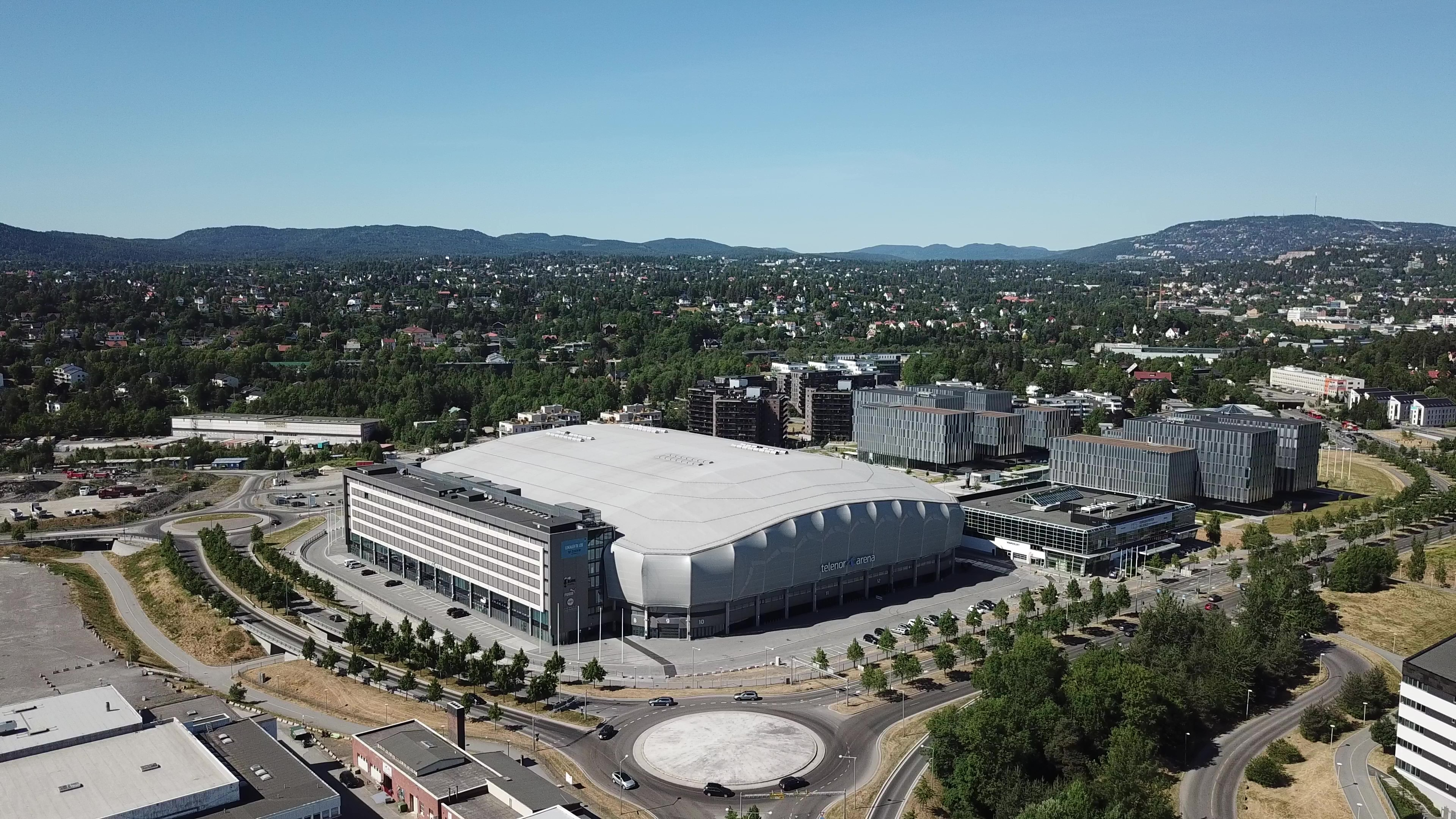
La Telenor Arena vista dall'alto nel 2018

Il progetto fu affidato allo studio HRTB mentre la costruzione fu assegnata alla compagnia svedese NCC. Il primo atto fu la demolizione dell'hangar, completata nel mese di febbraio 2007 ma la prima pietra dell'arena fu posata solo il 5 settembre.
Il 24 giugno 2008 lo Stabæk ha annunciato di aver siglato un contratto undecennale con la compagnia norvegese di telecomunicazioni Telenor per i diritti di denominazione della struttura con un valore totale di 115 milioni di corone norvegesi (circa 9,9 milioni di euro).